# Бербелюк Василь Гаврилович
Бербелюк Василь Гаврилович (Зелений; 1922, Адамівка, Радехівський район, Львівська область — 9 лютого 1949, біля Увин, Радехівський район, Львівська область) — Лицар Бронзового хреста бойової заслуги УПА.

## Життєпис
Освіта — 4 класи народної школи. Симпатик ОУН із 1943 р. Влітку 1943 р. зголошується добровільно в УПА на Волині, де працює в польовій жандармерії. У 1944 р. під час перетину лінії фронту зловлений німцями та забраний примусово до дивізії СС «Галичина». Після закінчення війни вивезений на примусові роботи на СУЗ, звідки невдовзі втікає та вступає в лави збройного підпілля ОУН. Стрілець УПА а відтак місцевого СКВ.
Загинув наскочивши на засідку внутрішніх військ МДБ. Будучи тяжко пораненим застрелився, щоб живим не потрапити в руки ворога. Тіло загиблого облавники забрали до Лопатина. Місце поховання невідоме. Стрілець УПА (?).

## Нагороди
- 27.02.2018 р. від імені Координаційної ради з вшанування пам'яті нагороджених Лицарів ОУН і УПА у м. Радехів Львівської обл. нагорода передана Надії Фіна, племінниці Василя Бербелюка — «Зеленого».

## Вшанування пам'яті
- 27.02.2018 р. від імені Координаційної ради з вшанування пам'яті нагороджених Лицарів ОУН і УПА у м. Радехів Львівської обл. Бронзовий хрест бойової заслуги УПА (№ 054) переданий Надії Фіна, племінниці Василя Бербелюка — «Зеленого».